# Dayr Hafir (nahija)
Nahija Dayr Hafir (ar. دير حافر‎) je nahija u okrugu Dayr Hafir, u sirijskoj pokrajini Alep. Površina nahije je 112,22 km2. Po popisu iz 2004. (prije rata), nahija je imala 33.592 stanovnika. Administrativno sjedište je u naselju Dayr Hafir.